# Золотая малина (премия, 1992)
12-я церемония вручения наград премии «Золотая малина» за сомнительные заслуги в области кинематографа за 1991 год состоялась 29 марта 1992 года в Hollywod Roosevelt Hotel, в Лос-Анджелесе, Калифорния.

## Статистика
| Фильм                                                      | номинации | победы |
| ---------------------------------------------------------- | --------- | ------ |
| • Холодный, как лёд / Cool as Ice                          | 7         | 1      |
| • Гудзонский ястреб / Hudson Hawk                          | 6         | 3      |
| • Сплошные неприятности / Nothing but Trouble              | 6         | 1      |
| • Возвращение в Голубую лагуну / Return to the Blue Lagoon | 5         | -      |
| • Весёлая жизнь Дайса Клея / Dice Rules                    | 3         | -      |
| • Оскар / Oscar                                            | 3         | -      |
| • Поцелуй перед смертью / A Kiss Before Dying              | 2         | 2      |
| • Робин Гуд: Принц воров / Robin Hood: Prince of Thieves   | 2         | 1      |

## Список лауреатов и номинантов
Победители выделены отдельным цветом. 
| Категории                         | Лауреаты и номинанты                                                           | Лауреаты и номинанты                                                                   | Лауреаты и номинанты                                                                          |
| --------------------------------- | ------------------------------------------------------------------------------ | -------------------------------------------------------------------------------------- | --------------------------------------------------------------------------------------------- |
| Худший фильм                      | • Гудзонский ястреб (Tri-Star) (продюсер: Джоэл Сильвер)                       | • Гудзонский ястреб (Tri-Star) (продюсер: Джоэл Сильвер)                               | • Гудзонский ястреб (Tri-Star) (продюсер: Джоэл Сильвер)                                      |
| Худший фильм                      | • Холодный, как лёд (Universal) (продюсеры: Кэролин Пфайффер и Лайонел Уигрэм) |                                                                                        |                                                                                               |
| Худший фильм                      | • Весёлая жизнь Дайса Клея (Seven Arts) (продюсер: Фред Силверштейн)           |                                                                                        |                                                                                               |
| Худший фильм                      | • Сплошные неприятности (Warner Bros.) (продюсер: Роберт К. Уайсс)             |                                                                                        |                                                                                               |
| Худший фильм                      | • Возвращение в Голубую лагуну (Columbia) (продюсер: Уильям А. Грэм)           |                                                                                        |                                                                                               |
| Худшая мужская роль               | Кевин Костнер                                                                  | • Кевин Костнер — «Робин Гуд: Принц воров» (за роль Робин Гуда)                        | • Кевин Костнер — «Робин Гуд: Принц воров» (за роль Робин Гуда)                               |
| Худшая мужская роль               | Кевин Костнер                                                                  | • Эндрю Дайс Клей — «Весёлая жизнь Дайса Клея» (за роль самого себя)                   |                                                                                               |
| Худшая мужская роль               | Кевин Костнер                                                                  | • Сильвестр Сталлоне — «Оскар» (Анджело «Снэпса» Проволоне)                            |                                                                                               |
| Худшая мужская роль               | Кевин Костнер                                                                  | • Vanilla Ice — «Холодный, как лёд» (за роль Джонни ван Оуэна)                         |                                                                                               |
| Худшая мужская роль               | Кевин Костнер                                                                  | • Брюс Уиллис — «Гудзонский ястреб» (за роль Эдди Хоукинса («Гудзонского ястреба»))    |                                                                                               |
| Худшая женская роль               | Шон Янг                                                                        | • Шон Янг — «Поцелуй перед смертью» (за роль Эллен (сестры-близнеца, что выжила))      | • Шон Янг — «Поцелуй перед смертью» (за роль Эллен (сестры-близнеца, что выжила))             |
| Худшая женская роль               | Шон Янг                                                                        | • Ким Бейсингер — «Привычка жениться» (за роль Вики Андерсон)                          |                                                                                               |
| Худшая женская роль               | Шон Янг                                                                        | • Салли Филд — «Без дочери — никогда» (за роль Бетти Махмуди)                          |                                                                                               |
| Худшая женская роль               | Шон Янг                                                                        | • Мадонна — «В постели с Мадонной» (за роль самой себя)                                |                                                                                               |
| Худшая женская роль               | Шон Янг                                                                        | • Деми Мур —                                                                           | «Жена мясника» (за роль Марины Лемке), «Сплошные неприятности» (за роль Дианы Лайтсон)        |
| Худшая мужская роль второго плана | Дэн Эйкройд                                                                    | • Дэн Эйкройд — «Сплошные неприятности» (за роль судьи Элвина Валькенхейзера)          | • Дэн Эйкройд — «Сплошные неприятности» (за роль судьи Элвина Валькенхейзера)                 |
| Худшая мужская роль второго плана | Дэн Эйкройд                                                                    | • Ричард Э. Грант — «Гудзонский ястреб» (за роль Дарвина Мэйфлауэра)                   |                                                                                               |
| Худшая мужская роль второго плана | Дэн Эйкройд                                                                    | • Энтони Куинн — «Гангстеры» (за роль дона Джузеппе «Джо Босса» Массерия)              |                                                                                               |
| Худшая мужская роль второго плана | Дэн Эйкройд                                                                    | • Кристиан Слейтер —                                                                   | «Гангстеры» (за роль Чарли «Лаки» Лучано), «Робин Гуд: Принц воров» (за роль Уилла Скарлетта) |
| Худшая мужская роль второго плана | Дэн Эйкройд                                                                    | • Джон Траволта — «Крик» (за роль Джека Кэйба)                                         |                                                                                               |
| Худшая женская роль второго плана | Шон Янг                                                                        | • Шон Янг — «Поцелуй перед смертью» (за роль Дороти (сестры-близнеца, что была убита)) | • Шон Янг — «Поцелуй перед смертью» (за роль Дороти (сестры-близнеца, что была убита))        |
| Худшая женская роль второго плана | Шон Янг                                                                        | • Сандра Бернхард — «Гудзонский ястреб» (за роль Минервы Мэйфлауэр)                    |                                                                                               |
| Худшая женская роль второго плана | Шон Янг                                                                        | • Джон Кэнди — «Одни неприятности» (за роль Элдоны)                                    |                                                                                               |
| Худшая женская роль второго плана | Шон Янг                                                                        | • Джулия Робертс — «Капитан Крюк» (за роль Динь-Динь)                                  |                                                                                               |
| Худшая женская роль второго плана | Шон Янг                                                                        | • Мариса Томей — «Оскар» (за роль Лизы Проволоне)                                      |                                                                                               |
| Худший режиссёр                   |                                                                                | • Майкл Леманн за фильм «Гудзонский ястреб»                                            | • Майкл Леманн за фильм «Гудзонский ястреб»                                                   |
| Худший режиссёр                   | • Дэн Эйкройд — «Сплошные неприятности»                                        |                                                                                        |                                                                                               |
| Худший режиссёр                   | • Уильям А. Грэм — «Возвращение в Голубую лагуну»                              |                                                                                        |                                                                                               |
| Худший режиссёр                   | • Дэвид Келлогг — «Холодный, как лёд»                                          |                                                                                        |                                                                                               |
| Худший режиссёр                   | • Джон Лэндис — «Оскар»                                                        |                                                                                        |                                                                                               |

| Худший сценарий       | Дэниэл Уотерс | • Стивен Э. де Соуза, Дэниэл Уотерс, Брюс Уиллис и Роберт Крафт — «Гудзонский ястреб» | Брюс Уиллис                                                                 |
| Худший сценарий       | Дэниэл Уотерс | • Дэвид Стенн — «Холодный, как лёд»                                                   | Брюс Уиллис                                                                 |
| Худший сценарий       | Дэниэл Уотерс | • Эндрю Дайс Клей и Ленни Шульман — «Весёлая жизнь Дайса Клея»                        | Брюс Уиллис                                                                 |
| Худший сценарий       | Дэниэл Уотерс | • Дэн Эйкройд и Питер Эйкройд — «Сплошные неприятности»                               | Брюс Уиллис                                                                 |
| Худший сценарий       | Дэниэл Уотерс | • Лесли Стивенс — «Возвращение в Голубую лагуну»                                      | Брюс Уиллис                                                                 |
| Худшая новая звезда   | Vanilla Ice | • Vanilla Ice — «Холодный, как лёд» (за роль Джонни ван Оуэна)                        | • Vanilla Ice — «Холодный, как лёд» (за роль Джонни ван Оуэна)              |
| Худшая новая звезда   | Vanilla Ice | • Брайан Босворт — «Невозмутимый» (за роль Джо Хаффа / Джона Стоуна)                  |                                                                             |
| Худшая новая звезда   | Vanilla Ice | • Милла Йовович — «Возвращение в Голубую лагуну»(за роль Лилли Харгрэйв)              |                                                                             |
| Худшая новая звезда   | Vanilla Ice | • Брайан Краузе — «Возвращение в Голубую лагуну» (за роль Ричарда Лестрейнджа)        |                                                                             |
| Худшая новая звезда   | Vanilla Ice | • Кристин Минтер — «Холодный, как лёд» (за роль Кэти Уинслоу)                         |                                                                             |
| Худшая песня к фильму | • Addams Groove — «Семейка Аддамс» — авторы: MC Hammer и Фелтон Си Пилат II                                                         | • Addams Groove — «Семейка Аддамс» — авторы: MC Hammer и Фелтон Си Пилат II           | • Addams Groove — «Семейка Аддамс» — авторы: MC Hammer и Фелтон Си Пилат II |
| Худшая песня к фильму | • Cool as Ice — «Холодный, как лёд» — авторы: Vanilla Ice, Гэйл «Скай» Кинг и Princess                                              |                                                                                       |                                                                             |
| Худшая песня к фильму | • Why Was I Born (Freddy's Dead) — «Фредди мёртв. Последний кошмар» — авторы: Джеймс Остерберг (Игги Поп) и Whitehorn (Уайти Кирст) |                                                                                       |                                                                             |